# ترانه‌شناسی فیروز
مجموعه کارهای فیروز مجموعه عظیمی مشتمل بر بیش از ۱۵۰۰ قطعه را دربرمی‌گیرد که از این تعداد نزدیک به ۸۰۰ قطعه منتشر شده. بیش از ۱۵۰ میلیون نسخه از آلبوم‌های فیروز در سراسر جهان به‌فروش رسیده‌است.
فیروز تاکنون به‌طور رسمی حدود ۸۵ سی دی و کاست منتشر کرده‌است. بیشتر آهنگ‌هایی که در این آلبوم‌ها وجود دارند توسط برادران رحبانی ساخته شده‌است. آهنگ برخی از قطعات توسط فیلمون وهبی، زیاد الرحبانی، زکی ناصیف، محمد عبدالوهاب، نجیب حنکش و محمد محسن ساخته شده‌اند.
بسیاری از آثار فیروز منتشر نشده‌اند، قدمت بسیاری از آن‌ها به اواخر دههٔ ۱۹۴۰(۱۳۲۰ خورشیدی)، ۱۹۵۰(۱۳۳۰ خورشیدی) و اوایل دههٔ ۱۹۶۰ میلادی بازمی‌گردد. آهنگسازی اغلب آن‌ها را برادران رحبانی انجام داده‌اند (آن‌ها آهنگ‌های جدیدی که منتشر نشد را ساختند، اما آهنگ‌های قدیمی‌تر را حلیم الرومی ساخته‌است). همچنین، آهنگ یکی از آلبوم‌های فیروز توسط موسیقیدان مصری، ریاض سنباطی (که با ام‌کلثوم کار می‌کرد) در دهه ۱۹۸۰ ساخته شده و هنوز منتشر نشده‌است. همچنین گمان می‌رود که پانزده آهنگ منتشر نشده وجود دارد که توسط فیلمون وهبی ساخته شده‌است.

## آلبوم‌ها
| نام آلبوم | سال انتشار | آهنگ‌ساز                  | نوع آلبوم        |
| --- | ---------- | ------------------------ | ---------------- |
| سرزنش (به عربی: عتاب) | ۱۹۵۲       |                          |                  |
| ای کبوتر (به عربی: يا بنت جارة/ يا حمام)                                                                                          | ۱۹۵۳       |                          |                  |
| بازگردندگان (به عربی: راجعون) | ۱۹۵۷       |                          |                  |
| ترانه‌هایی از بعلبک (به عربی: أغاني من بعلبك)                                                                                      | ۱۹۵۹       |                          |                  |
| فیروز | ۱۹۶۰       |                          |                  |
| با ستارگان لبنان بخوان (به عربی: غني مع نجوم لبنان)                                                                               | ۱۹۶۰       |                          |                  |
| جشنوارهٔ بین‌المللی دمشق (به عربی: مهرجان دمشق الدولي)                                                                              | ۱۹۶۰       |                          | آلبوم زنده       |
| بعلبکی (به عربی: البعلبكية) | ۱۹۶۱       |                          |                  |
| حال و هوای احساسیِ فیروز (به عربی: فيروز في مزاج عاطفي)                                                                            | ۱۹۶۱       |                          |                  |
| بیدار نگه‌داشتن (به عربی: إسهار)                                                                                                   | ۱۹۶۱       |                          |                  |
| سرودهای مذهبی، آدینهٔ نیک (به عربی: الجمعة الحزينة ترانيم دينية)                                                                   | ۱۹۶۲       |                          | سرود مذهبی       |
| بخش اول و دوم آلبوم پلِ ماه (به عربی: جسر القمر)                                                                                   | ۱۹۶۲       | برادران رحبانی           | اپرت             |
| گزیده‌های پل ماه (به عربی: جسر القمر، مختارات)                                                                                     | ۱۹۶۲       | برادران رحبانی           | اپرت             |
| گزیده‌ها: شب و چراغ (به عربی: الليل والقنديل: مختارات)                                                                             | ۱۹۶۳       | برادران رحبانی           | اپرت             |
| فروش انگشترها (به عربی: بياع الخواتم)                                                                                             | ۱۹۶۴       | برادران رحبانی           | اپرت             |
| دستبند (به عربی: الأسواره) | ۱۹۶۴       | برادران رحبانی           | اپرت             |
| سرودهای کریسمس (به عربی: ترانيم الكريسماس)                                                                                        | ۱۹۶۵       |                          | سرود مذهبی       |
| آندلسی‌ها (به عربی: أندلسيات) | ۱۹۶۶       |                          | آلبوم ااستدیویی  |
| فیروز: جشنوارهٔ ۱۹۶۶ دمشق (به عربی: فيروز - مهرجان دمشق ۱۹۶۶)                                                                      | ۱۹۶۶       |                          | آلبوم زنده       |
| آهنگ‌های فیلم سفر برلک (به عربی: أغاني فيلم سفر برلك)                                                                              | ۱۹۶۷       | برادران رحبانی           | اپرت             |
| روزهای فخرالدین (به عربی: أيام فخر الدين)                                                                                         | ۱۹۶۷       | برادران رحبانی           | اپرت             |
| دختری نگهبان (به عربی: بنت الحارس)                                                                                                | ۱۹۶۷       | برادران رحبانی           | اپرت             |
| شخص (به عربی: الشخص، الجزء الأول والثاني والثالث)                                                                                 | ۱۹۶۹       | برادران رحبانی           | اپرت             |
| کوه‌های صوان - بخش اوإل (به عربی: جبال الصوان الجزء الأول)                                                                         | ۱۹۷۰       | برادران رحبانی           | اپرت             |
| کوه‌های صوان - بخش دوم (به عربی: جبال الصوان الجزء الثاني)                                                                         | ۱۹۷۰       | برادران رحبانی           | اپرت             |
| کوه‌های صوان - بخش سوم (به عربی: جبال الصوان الجزء الثالث)                                                                         | ۱۹۷۰       | برادران رحبانی           | اپرت             |
| کوه‌های صوان: گزیده‌ها (به عربی: جبال الصوان: مختارات)                                                                              | ۱۹۷۰       | برادران رحبانی           | اپرت             |
| شخص: مرور آهنگ‌های خاص (به عربی: الشخص: مراجعة الأغاني المميزة)                                                                    | ۱۹۷۰       | برادران رحبانی           | اپرت             |
| آلبوم دوگانهٔ خواب راحت (به عربی: صح النوم، آلبوم ثانوي)                                                                           | ۱۹۷۰       | برادران رحبانی           | اپرت             |
| ای زندگی - بخش اول دوم و سوم (به عربی: يعيش يعيش الجزء الأول والثاني والثالث)                                                     | ۱۹۷۰       | برادران رحبانی           | اپرت             |
| ای زندگی - آهنگ‌ها (به عربی: يعيش يعيش، أغاني)                                                                                     | ۱۹۷۰       | برادران رحبانی           | اپرت             |
| معروف‌ترین آهنگ‌های فیروز (به عربی: فيروز - أشهر الأغاني)                                                                           | ۱۹۷۱       |                          | آلبوم گردآوری‌شده |
| آهنگ‌ها (به عربی: أغنيات) | ۱۹۷۲       |                          | آلبوم گردآوری‌شده |
| کلیددار (به عربی: ناطورة المفاتيح)                                                                                                | ۱۹۷۱       | برادران رحبانی           | اپرت             |
| دبکه - بخش اول (به عربی: دبكة، الجزء الأول)                                                                                       | ۱۹۷۱       |                          | آلبوم گردآوری‌شده |
| مردم کاغذی(به عربی: ناس من ورق)                                                                                                   | ۱۹۷۱       | برادران رحبانی           | اپرت             |
| خاطرات فیروز (به عربی: فيروز والذكريات)                                                                                           | ۱۹۷۱       |                          |                  |
| جشن فیروز در سانفرانسیسکو (به عربی: حفل فيروز في سان فرانسسكو)                                                                    | ۱۹۷۱       |                          | آلبوم زنده       |
| (به عربی: ناس من ورق ۱) | ۱۹۷۱       | برادران رحبانی           | اپرت             |
| (به عربی: ناس من ورق ۲) | ۱۹۷۱       | برادران رحبانی           | اپرت             |
| (به عربی: ناس من ورق ۳) | ۱۹۷۱       | برادران رحبانی           | اپرت             |
| فیروز در قصر پیکدیلی (به عربی: فيروز في قصر البيكاديللي)                                                                          | ۱۹۷۱       |                          | آلبوم زنده       |
| (به عربی: أيام فخر الدين: أغاني جزء الأول وثاني وثالث)                                                                            | ۱۹۷۱       | برادران رحبانی           | اپرت             |
| بازمی‌گردیم (به عربی: سنرجع) | ۱۹۷۱       |                          |                  |
| فیروز و گروه معروف لبنانی - جشنوارهٔ نمایشگاه بین‌المللی دمشق (به عربی: فيروز والفرقة اللبنانية المشهورة - مهرجان معرض دمشق الدولي) | ۱۹۷۱       |                          |                  |
| قدس را در دل دارم (به عربی: القدس في البال)                                                                                       | ۱۹۷۱       |                          |                  |
| فیروز - ده‌سال موفقیت - بخش اول (به عربی: فيروز - عشر سنوات من النجاح، الجزء الأول)                                                | ۱۹۷۱       |                          | آلبوم گردآوری‌شده |
| بیداریِ عاشقانه با فیروز و ودیع الصافی (به عربی: سهرة الحب مع فيروز ووديع الصافي)                                                  | ۱۹۷۱       |                          | آلبوم زنده       |
| فیروز در آمریکا (به عربی: فيروز في أمريكا)                                                                                        | ۱۹۷۱       |                          | آلبوم زنده       |
| جشنوارهٔ بعلبک و دمشق، ۱۹۷۲(به عربی: مهجران بعلبك ودمشق ۱۹۷۲)                                                                      | ۱۹۷۲       |                          | آلبوم زنده       |
| جشنوارهٔ بعلبک ۱۹۷۲ (به عربی: مهرجان بعلبك ۱۹۷۲)                                                                                   | ۱۹۷۲       |                          | آلبوم زنده       |
| بیداری با فیروز (به عربی: سهرة مع فيروز)                                                                                          | ۱۹۷۲       |                          | آلبوم زنده       |
| گزیده‌های میس الریم (به عربی: مختارات من ميس الريم)                                                                                | ۱۹۷۲       | برادران رحبانی           | اپرت             |
| آلبوم دوگانهٔ میس الریم (به عربی: ميس الريم آلبوم ثانوي)                                                                           | ۱۹۷۲       | برادران رحبانی           | اپرت             |
| دبکه - بخش دوم (به عربی: دبكة، الجزء الثاني)                                                                                      | ۱۹۷۳       |                          | آلبوم گردآوری‌شده |
| (به عربی: المحطة، الجزء الأول والثاني والثالث)                                                                                    | ۱۹۷۳       |                          |                  |
| (به عربی: المحطة: مختارات) | ۱۹۷۳       |                          |                  |
| قصیدهٔ عشق - بخش اول، دوم و سوم (به عربی: قصيدة حب، الجزء الأول والثاني والثالث)                                                   | ۱۹۷۳       |                          |                  |
| قصیدهٔ عشق (قطعات موسیقی) (به عربی: قصيدة حب (أصناف موسيقية))                                                                      | ۱۹۷۳       |                          |                  |
| گزیده‌های قصیده‌های عشق (به عربی: قصيدة حب: مختارات)                                                                                | ۱۹۷۳       |                          |                  |
| دبکه - بخش سوم (به عربی: دبكة، الجزء الثالث)                                                                                      | ۱۹۷۴       |                          | آلبوم گردآوری‌شده |
| در میدان یکدیگر را دیدیم (به عربی: بالساحة تلاقينا)                                                                               | ۱۹۷۴       |                          |                  |
| ابوالمجانه (به عربی: ابو المجانة)                                                                                                 | ۱۹۷۴       |                          |                  |
| بازگشت سرباز (به عربی: عود العسكر)                                                                                                | ۱۹۷۴       | برادران رحبانی           | اپرت             |
| نمایش لولو - بخش اول، دوم و سوم (به عربی: لولو، الجزء الأول والثاني والثالث)                                                      | ۱۹۷۴       | برادران رحبانی           | اپرت             |
| معروف‌ترین آهنگ‌های لولو (به عربی: فيروز تغني أشهر أغاني لولو)                                                                      | ۱۹۷۴       | برادران رحبانی           | اپرت             |
| آلبوم دوگانهٔ گزیده‌های لولو (به عربی: لولو: مختارات (آلبوم ثانوي))                                                                 | ۱۹۷۴       | برادران رحبانی           | اپرت             |
| دختر نگهبان (به عربی: بنت الحارس)                                                                                                 | ۱۹۷۴       | برادران رحبانی           | اپرت             |
| میس‌الریم، بخش اول، دوم و سوم (به عربی: ميس الريم، الجزء الأول والثاني والثالث)                                                    | ۱۹۷۵       | برادران رحبانی           | اپرت             |
| به‌عشق تو ای لبنان (به عربی: بحبك يا لبنان)                                                                                        | ۱۹۷۶       |                          |                  |
| پترا - بخش اول، دوم و سوم (به عربی: بترا، الجزء الأول والثاني والثالث)                                                            | ۱۹۷۷       |                          | اپرت             |
| گزیده‌ای از برترین آهنگ‌های فیروز (به عربی: نخبة من أجمل أغاني فيروز)                                                               | ۱۹۷۷       |                          | آلبوم گردآوری‌شده |
| فیروز در لندن (به عربی: فيروز في لندن)                                                                                            | ۱۹۷۸       |                          | آلبوم زنده       |
| فیروز - ده‌سال موفقیت - بخش دوم (به عربی: فيروز - عشر سنوات من النجاح، الجزء الثاني)                                               | ۱۹۷۸       |                          | آلبوم گردآوری‌شده |
| فیروز - ده‌سال موفقیت - بخش سوم (به عربی: فيروز - عشر سنوات من النجاح، الجزء الثالث)                                               | ۱۹۷۸       |                          | آلبوم گردآوری‌شده |
| موسیقی نمایش‌های فیروز (به عربی: ألحان مسرحيات فيروز)                                                                              | ۱۹۷۹       |                          | آلبوم گردآوری‌شده |
| فیروز - ده‌سال موفقیت - بخش چهارم (به عربی: فيروز - عشر سنوات من النجاح، الجزء الرابع)                                             |            |                          | آلبوم گردآوری‌شده |
| فیروز در المپیاد (به عربی: فيروز في الأولمبياد)                                                                                   | ۱۹۷۹       |                          | آلبوم زنده       |
| تنهایی (به عربی: وحدن) | ۱۹۷۹       | زیاد الرحبانی            | آلبوم استدیو     |
| لبنان واقعی، بیا (به عربی: لبنان الحقيقي جايي)                                                                                    | ۱۹۷۹       |                          |                  |
| گذر سپتامبر (به عربی: دهب أيلول)                                                                                                  | ۱۹۸۰       |                          |                  |
| بیداری با فیروز (به عربی: سهرة مع فيروز)                                                                                          | ۱۹۸۰       |                          | آلبوم زنده       |
| شناختم از تو (به عربی: معرفتي فيك)                                                                                                | ۱۹۸۴       | زیاد الرحبانی            | آلبوم استدیو     |
| در رویال فستیوال هال لندن (به عربی: في الروايال فستفال هول لندن)                                                                  | ۱۹۸۶       |                          | آلبوم زنده       |
| نهر اسکندریه (به عربی: شط الإسكندرية)                                                                                             | ۱۹۸۷       |                          |                  |
| در شب و زمستان (به عربی: بليل وشتي)                                                                                               | ۱۹۸۹       |                          |                  |
| حالت چطوره (به عربی: كيفك إنت) | ۱۹۹۱       | زیاد الرحبانی            | آلبوم استدیو     |
| فیروز فیلمون وهبی می‌خواند (به عربی: فيروز تغني فيلمون وهبي)                                                                       | ۱۹۹۳       | فیلمون وهبی              | آلبوم گردآوری‌شده |
| آهنگ‌های ابدی (به عربی: الأغاني الخالدة)                                                                                           | ۱۹۹۳       |                          | آلبوم گردآوری‌شده |
| فیروز موسیقی زکی ناصیف را می‌خواند (به عربی: فيروز تغني زکی ناصیف)                                                                 | ۱۹۹۴       | زکی ناصیف                | آلبوم استدیو     |
| ای آنکه می‌روی (به عربی: يا رايح)                                                                                                  | ۱۹۹۴       |                          |                  |
| به‌سوی گناهکار (به عربی: إلى عاصي)                                                                                                 | ۱۹۹۵       |                          | آلبوم ریمکس      |
| دردهای عشق (به عربی: هموم الحب)                                                                                                   | ۱۹۹۵       |                          | آلبوم استدیو     |
| سفر (به عربی: مشوار) | ۱۹۹۶       |                          |                  |
| اشعار (به عربی: قصائد) | ۱۹۹۶       |                          | آلبوم گردآوری‌شده |
| با شما (به عربی: معكم) | ۱۹۹۷       | برادران رحبانی           | آلبوم زنده       |
| من و بیدار (به عربی: أنا وسهرانة)                                                                                                 | ۱۹۹۷       |                          | آلبوم گردآوری‌شده |
| سفیر اعراب (به عربی: سفيرة العرب)                                                                                                 | ۱۹۹۸       |                          |                  |
| اینطور نیست (به عربی: مش كاين هيك تكون)                                                                                           | ۱۹۹۹       | زیاد الرحبانی، محمد محسن | آلبوم استدیو     |
| فیروز، بیماری‌های عاشقانه و اساتید عرب (به عربی: فيروز Maux d'Amour - Arabian Masters)                                             | ۲۰۰۰       |                          | آلبوم گردآوری‌شده |
| سرودها (به عربی: أناشيد) | ۲۰۰۰       |                          |                  |
| صبحت به‌خیر (به عربی: يسعد صباحك)                                                                                                  | ۲۰۰۰       | برادران رحبانی           | آلبوم استدیو     |
| جشن خانهٔ بیت‌الدین، سال ۲۰۰۰ (به عربی: حفل بيت بيت الدين ۲۰۰۰)                                                                     | ۲۰۰۱       |                          | آلبوم زنده       |
| چطور نیست (به عربی: ولا كيف) | ۲۰۰۲       | زیاد الرحبانی            | آلبوم استدیو     |
| فیروز: جشنوارهٔ دبی (به عربی: فيروز: حفل في دبي)                                                                                   | ۲۰۰۸       |                          | آلبوم زنده       |
| نهفته در امید (به عربی: إيه في أمل)                                                                                               | ۲۰۱۰       | زیاد الرحبانی            | آلبوم استدیو     |
| ببین، ما فراموش کرده‌ایم (به عربی: يا ترى نسينا)                                                                                   |            |                          |                  |
| در دلم (به [ببالي] Error: {{Lang-xx}}: متن دارای نشانه‌گذاری ایتالیک است (راهنما)                                                  | ۲۰۱۷       | ریما الرحبانی            | آلبوم استدیو     |

### آلبوم‌های گرداوری‌شده
- بیروت ، آیمی فرانسه ۱۹۹۷[۵]

## تک آهنگ‌ها
| عنوان آهنگ                    | تاریخ انتشار | ترانه‌سرا              | موسیقی‌ساز             | مقام        |
| ----------------------------- | ------------ | --------------------- | --------------------- | ----------- |
| Adeste Fideles                |              |                       |                       |             |
| Joy to the world              |              | إسحاق واتس            | هاندل                 |             |
| We Wish You a Merry Christmas |              |                       |                       |             |
| أبحث عنک دوما                 |              | برادران رحبانی        | برادران رحبانی        |             |
| ابنة بلادی                    |              | أبو سلمی              | برادران رحبانی        |             |
| أتسألین النجم                 |              | برادران رحبانی        | برادران رحبانی        |             |
| أحب الأسماء                   | ۱۹۹۹         | قیس بن الملوح         | محمد محسن             |             |
| أحب دمشق                      |              | برادران رحبانی        | برادران رحبانی        |             |
| أحبک فی صمتی                  | ۱۹۵۸         | برادران رحبانی        | برادران رحبانی        |             |
| أحبک مهما أشوف                | ۱۹۵۲         | برادران رحبانی        | حلیم الرومی           |             |
| أحترف الحزن                   | ۱۹۵۷         | برادران رحبانی        | برادران رحبانی        |             |
| احکیلی حکایة طویلة            | ۱۹۵۸         | برادران رحبانی        | برادران رحبانی        |             |
| احکیلی عن بلدی                | ۱۹۷۹         | برادران رحبانی        | برادران رحبانی        |             |
| أحلی لیالی المنی              | ۱۹۵۳         | برادران رحبانی        | برادران رحبانی        |             |
| آخر السهریة                   | ۱۹۷۹         | برادران رحبانی        | برادران رحبانی        |             |
| آخر أیام الصیفیة              | ۱۹۷۵         | برادران رحبانی        | برادران رحبانی        | نهاوند      |
| آخر مرة غنیتلک                |              | منصور الرحبانی        | منصور الرحبانی        |             |
| إذا الأرض مدورة               | ۱۹۷۲         | برادران رحبانی        | برادران رحبانی        |             |
| اذکرینی                       |              | سعید عقل              | برادران رحبانی        | بیاتی       |
| أرجعی یا ألف لیلة             |              | رفیق خوری             | برادران رحبانی        | نهاوند      |
| أردن أرض العزم                |              | سعید عقل              | محمد عبد الوهاب       |             |
| ارسل الله یسوع                |              | برادران رحبانی        | برادران رحبانی        |             |
| أرضنا                         |              | برادران رحبانی        | برادران رحبانی        |             |
| أرضنا وسمانا                  |              | برادران رحبانی        | برادران رحبانی        |             |
| ازهر النرجس                   | ۱۹۵۳         | برادران رحبانی        |                       |             |
| أسامینا                       |              | جوزیف حرب             | فیلمون وهبه           | راست        |
| استنیری                       |              | برادران رحبانی        | برادران رحبانی        | بیاتی       |
| أسمر یا أسمر                  |              | برادران رحبانی        | برادران رحبانی        |             |
| اسهار                         | ۱۹۶۸         | برادران رحبانی        | محمد عبد الوهاب       | کرد         |
| اسوارة العروس                 |              | جوزیف حرب             | فیلمون وهبه           |             |
| اشتقتلک                       | ۱۹۹۹         | برادران رحبانی        | زیاد الرحبانی         |             |
| أصوات الرعیان                 |              | برادران رحبانی        | برادران رحبانی        |             |
| اطلعی یا عروسة                | ۱۹۶۷         | برادران رحبانی        | برادران رحبانی        | سه‌گاه       |
| أعطنی النای                   |              | جبران خلیل جبران      | نجیب حنکش             | نهاوند      |
| أغنیتی إلیک                   |              | برادران رحبانی        | برادران رحبانی        |             |
| أقول لطفلتی                   | ۱۹۹۹         | برادران رحبانی        | برادران رحبانی        |             |
| اقول وانست باللیل             |              | ابن جبیر              | برادران رحبانی        |             |
| الأرض لکم                     | ۲۰۱۰         | جبران خلیل جبران      | زیاد رحبانی           |             |
| البنت الشلبیة                 |              | تراث                  | تراث                  | نهاوند      |
| البواب                        |              | جوزیف حرب             | فیلمون وهبه           |             |
| البوسطه                       | ۱۹۷۹         | زیاد رحبانی           | زیاد رحبانی           |             |
| الحب القدیم                   |              | برادران رحبانی        | برادران رحبانی        |             |
| الدوالی دوالینا               |              | برادران رحبانی        | برادران رحبانی        |             |
| الربیع الضائع                 |              | برادران رحبانی        | برادران رحبانی        |             |
| السهول                        |              | برادران رحبانی        | برادران رحبانی        |             |
| الشاویش والقباضیات            | ۱۹۷۹         | برادران رحبانی        | برادران رحبانی        |             |
| العشاق والشاویش               | ۱۹۷۹         | برادران رحبانی        | برادران رحبانی        |             |
| القدس العتیقه                 | ۱۹۵۶         | برادران رحبانی        | برادران رحبانی        | نهاوند      |
| القطاف                        | ۱۹۵۹         | برادران رحبانی        | برادران رحبانی        |             |
| القمر الوردی                  |              | برادران رحبانی        | برادران رحبانی        |             |
| القمر بیضوی                   | ۱۹۶۲         | برادران رحبانی        | برادران رحبانی        |             |
| القمر تحت المشمشه             | ۱۹۷۹         | برادران رحبانی        | برادران رحبانی        |             |
| الکویت                        |              | برادران رحبانی        | برادران رحبانی        | عجم         |
| الله کبیر                     | ۲۰۱۰         | زیاد الرحبانی         | زیاد الرحبانی         |             |
| الله محیی عسکرنا              | ۱۹۷۴         | برادران رحبانی        | برادران رحبانی        |             |
| الله معک یا اسمر الجبهه       | ۱۹۵۶         | برادران رحبانی        | برادران رحبانی        | نهاوند      |
| الله معک یا هوانا             |              | برادران رحبانی        | برادران رحبانی        |             |
| الله معک یاهوانا              | ۱۹۷۴         | برادران رحبانی        | برادران رحبانی        |             |
| الله یزیدک یافلاح             |              | برادران رحبانی        | برادران رحبانی        |             |
| اللیل اناشید                  |              | برادران رحبانی        | برادران رحبانی        |             |
| المجد لله                     |              | برادران رحبانی        | برادران رحبانی        |             |
| المحبه                        | ۱۹۷۲         | جبران خلیل جبران      | برادران رحبانی        |             |
| المسیح قام                    | ۱۹۶۲         | برادران رحبانی        | برادران رحبانی        | بیاتی       |
| المشهد البدوی                 | ۱۹۷۹         | برادران رحبانی        | برادران رحبانی        |             |
| المصطاف والمتربعا             | ۱۹۷۲         | الصمة القشیری         | برادران رحبانی        |             |
| الملهی الأخضر                 |              | برادران رحبانی        | برادران رحبانی        |             |
| المیج المیج دبکة              |              | برادران رحبانی        | برادران رحبانی        |             |
| النهار بالعبیر                |              | برادران رحبانی        | برادران رحبانی        |             |
| الهوی المنسی                  | ۱۹۷۰         | برادران رحبانی        | برادران رحبانی        |             |
| الوداع                        |              |                       | زیاد رحبانی           |             |
| إلی باریس                     | ۱۹۷۹         | برادران رحبانی        | برادران رحبانی        |             |
| إلی دمشق                      | ۱۹۵۴         | برادران رحبانی        | برادران رحبانی        |             |
| إلی راعیه                     | ۱۹۸۳         | برادران رحبانی        | برادران رحبانی        |             |
| ام العین الکحلا               | ۱۹۹۹         | برادران رحبانی        | برادران رحبانی        |             |
| امس انتهینا                   | ۱۹۹۹         | برادران رحبانی        | برادران رحبانی        |             |
| امطری                         |              | الیاس أبو شبکه        | برادران رحبانی        |             |
| امی الحبیبة                   | ۱۹۹۴         | زکی ناصیف             | زکی ناصیف             | نهاوند      |
| امی نامت ع بکیر               | ۱۹۶۴         | برادران رحبانی        | برادران رحبانی        |             |
| امی نداء الحنان               | ۱۹۶۰         | برادران رحبانی        | برادران رحبانی        |             |
| امی یا ملاکی                  |              | سعید عقل              | برادران رحبانی        |             |
| انا الام الحزینه              |              | برادران رحبانی        | برادران رحبانی        |             |
| أنا بیاعة ودی عیش             |              | برادران رحبانی        | برادران رحبانی        |             |
| انا خوفی                      |              | برادران رحبانی        | فیلمون وهبه           |             |
| انا عصفورة الشمس              | ۱۹۶۸         | برادران رحبانی        | برادران رحبانی        |             |
| انا عندی حنین                 |              | جوزیف حرب             | زیاد رحبانی           | بیاتی       |
| انا فزعانه                    | ۲۰۰۱         | زیاد رحبانی           | زیاد رحبانی           |             |
| انا لحبیبی                    |              | برادران رحبانی        | برادران رحبانی        |             |
| انا هویته وانتهیت             | ۱۹۷۰         | یونس القاضی           | سید درویش             | حجاز - کرد  |
| انا وبلادی هناء               |              | برادران رحبانی        | برادران رحبانی        |             |
| انا وسهرانة                   |              | الأخوین الرحبانی      | الأخوین الرحبانی      |             |
| انت لی                        |              | برادران رحبانی        | برادران رحبانی        |             |
| انت معی                       |              | برادران رحبانی        | برادران رحبانی        |             |
| انت وانا عم یسالونا           |              | میشال طراد            | برادران رحبانی        | بیاتی       |
| انت یا أسمر أحلی              |              | برادران رحبانی        | برادران رحبانی        |             |
| انت یا می زهره                | ۱۹۵۲         | قبلان مکرزل           | برادران رحبانی        |             |
| انشاالله مابو شی              | ۲۰۰۱         | زیاد رحبانی           | زیاد رحبانی           |             |
| اهلا بلولو                    | ۱۹۷۴         | برادران رحبانی        | برادران رحبانی        |             |
| اهلا وسهلا فیک                | ۱۹۵۳         | رشید نخله             | برادران رحبانی        | بیاتی       |
| اهو دا اللی صار               |              | بدیع خیری             | سید درویش             | کرد         |
| اهواک                         | ۱۹۹۴         | زکی ناصیف             | زکی ناصیف             |             |
| اوبریت - اللیل اناشید         | ۱۹۶۹         | برادران رحبانی        | برادران رحبانی        |             |
| اومن                          |              | الأخوین الرحبانی      | الأخوین الرحبانی      |             |
| ایام العید                    |              | الأخوین الرحبانی      | الأخوین الرحبانی      | سه‌گاه       |
| ایامنا فی الخلیج              |              | أبو بکر بن زهر        | برادران رحبانی        |             |
| ایفییفا                       | ۱۹۷۴         | برادران رحبانی        | الیاس رحبانی          |             |
| ایمانی ساطع                   | ۱۹۷۳         | برادران رحبانی        | برادران رحبانی        | عجم         |
| ایه فیه امل                   | ۲۰۱۰         | زیاد الرحبانی         | زیاد الرحبانی         |             |
| بالغار کللت                   | ۱۹۶۱         | سعید عقل              | برادران رحبانی        | عجم         |
| بالمح ظلال الحب               | ۱۹۵۵         | برادران رحبانی        | برادران رحبانی        |             |
| ببلدی الأول                   | ۱۹۷۲         | برادران رحبانی        | برادران رحبانی        |             |
| بتتلج الدنی - یالبنان بحبک    | ۱۹۷۴         | برادران رحبانی        | برادران رحبانی        |             |
| بتذکرک بالخریف                | ۲۰۰۱         | زیاد رحبانی           | زیاد رحبانی           |             |
| بتسال اذا بهواک               |              | برادران رحبانی        | برادران رحبانی        | بیاتی       |
| بتشوف بکرا                    | ۱۹۹۷         | برادران رحبانی        | برادران رحبانی        |             |
| بتمرجح بقلبک                  | ۱۹۶۴         | سعید عقل              | برادران رحبانی        |             |
| بتمشوا شوی                    | ۱۹۶۷         | برادران رحبانی        | برادران رحبانی        |             |
| بحبک ما بعرف                  | ۱۹۶۴         | سعید عقل              | برادران رحبانی        |             |
| بدی خبرکن                     |              | برادران رحبانی        | برادران رحبانی        |             |
| بدی عمر وطنی                  |              | منصور رحبانی          | منصور رحبانی          |             |
| برجک عید                      | ۱۹۷۴         | برادران رحبانی        | برادران رحبانی        |             |
| برد                           | ۱۹۵۳         | برادران رحبانی        | برادران رحبانی        |             |
| بردا بردا                     |              |                       |                       |             |
| بروحی تلک الأرض               | ۱۹۷۳         | الصمه القشیری         | برادران رحبانی        |             |
| بعتلک                         | ۱۹۷۰         | زیاد رحبانی           | زیاد رحبانی           | حجاز        |
| بعد اللیالی                   | ۱۹۵۴         | برادران رحبانی        | برادران رحبانی        |             |
| بعدک علی بالی                 | ۱۹۷۴         | برادران رحبانی        | برادران رحبانی        |             |
| بعدنا                         | ۱۹۵۷         | برادران رحبانی        | برادران رحبانی        |             |
| بعدوا الحبایب                 | ۱۹۶۷         | برادران رحبانی        | برادران رحبانی        | بیاتی       |
| بعلبک                         | ۱۹۶۱         | برادران رحبانی        | برادران رحبانی        |             |
| بغداد                         |              | برادران رحبانی        | برادران رحبانی        | عجم         |
| بقطفلک بس                     | ۱۹۶۴         | برادران رحبانی        | برادران رحبانی        | عجم         |
| بقطفلک بس هالمره              |              | برادران رحبانی        | برادران رحبانی        | عجم         |
| بکتب اسامیهن                  | ۲۰۱۰         | برادران رحبانی        | برادران رحبانی        |             |
| بکتب اسمک                     | ۱۹۶۴         | برادران رحبانی        | برادران رحبانی        | نهاوند      |
| بکرا بیجی نیسان               | ۱۹۶۰         | برادران رحبانی        | برادران رحبانی        |             |
| بکرا لما بیرجعوا              | ۱۹۷۷         | برادران رحبانی        | برادران رحبانی        |             |
| بکرم اللولو                   |              | برادران رحبانی        | فیلمون وهبه           | حجاز        |
| بکره الهوی                    | ۱۹۵۷         | برادران رحبانی        | برادران رحبانی        |             |
| بکره وانت جایی                | ۱۹۶۸         | برادران رحبانی        | برادران رحبانی        |             |
| بکوخنا یا بنی                 |              | میشال طراد            | برادران رحبانی        | بیاتی لا    |
| بکی هواک                      | ۱۹۵۵         | برادران رحبانی        | بیغی لی               |             |
| بلادنا لنا                    |              | برادران رحبانی        | برادران رحبانی        |             |
| بلادنا مواطن الهناء           |              | برادران رحبانی        | برادران رحبانی        |             |
| بلبل غنی                      |              | برادران رحبانی        | برادران رحبانی        |             |
| بلدتی غابه                    | ۱۹۵۷         | برادران رحبانی        | برادران رحبانی        |             |
| بلغه یا قمر                   |              | برادران رحبانی        | برادران رحبانی        |             |
| بلیل وشتی                     |              | جوزف حرب              | فیلمون وهبه           | عراق        |
| بنادیلک یا حبیبی              | ۱۹۹۴         | زکی ناصیف             | زکی ناصیف             |             |
| بو فارس                       |              | برادران رحبانی        | برادران رحبانی        |             |
| بیاع الخواتم                  | ۱۹۶۴         | برادران رحبانی        | برادران رحبانی        | چهارگاه     |
| بیبقی المسا                   | ۱۹۵۵         | سعید عقل              | برادران رحبانی        |             |
| بیت الحبیب                    | ۱۹۵۶         | برادران رحبانی        | برادران رحبانی        | حجاز        |
| بیتک یا ستی الخیتاره          | ۱۹۶۳         | برادران رحبانی        | برادران رحبانی        |             |
| بیتنا فی الجزیرة              | ۱۹۵۸         | برادران رحبانی        | برادران رحبانی        |             |
| بیتی انا بیتک                 | ۱۹۷۲         | برادران رحبانی        | برادران رحبانی        | کرد         |
| بیتی صغیر بکندا               | ۱۹۸۰         | ریما فیروز            | لوی غاستی             |             |
| بیروت هل ذرفت                 |              | بشارة الخوری          | برادران رحبانی        |             |
| بیروت یابیروت                 |              | برادران رحبانی        | برادران رحبانی        |             |
| بیسان                         | ۱۹۵۶         | الأخوین الرحبانی      | الأخوین الرحبانی      |             |
| بیعدلها البیعدل               | ۱۹۶۷         | برادران رحبانی        | برادران رحبانی        |             |
| بیقولوا بکتب الهوی            | ۱۹۷۳         | برادران رحبانی        | برادران رحبانی        |             |
| بیقولوا زغیر بلدی             | ۱۹۷۷         | برادران رحبانی        | برادران رحبانی        |             |
| بینی وبینک                    | ۱۹۷۹         | برادران رحبانی        | الیاس رحبانی          |             |
| بیی راح مع هالعسکر            | ۱۹۶۶         | الأخوین الرحبانی      | الأخوین الرحبانی      |             |
| تبقی بلدنا                    | ۱۹۷۳         | برادران رحبانی        | برادران رحبانی        |             |
| تبقی میل                      | ۱۹۶۴         | برادران رحبانی        | برادران رحبانی        | لامی        |
| تحت العریشه                   | ۱۹۹۵         | برادران رحبانی        | برادران رحبانی        |             |
| تخمین                         | ۱۹۷۳         | میشال طراد            | برادران رحبانی        |             |
| تدور الارجیله                 | ۱۹۷۰         | برادران رحبانی        | برادران رحبانی        | حجاز        |
| تذکر یا حبیبی                 |              | برادران رحبانی        | جورج فریدیرک هاندل    |             |
| ترتدی الأحلام                 |              | برادران رحبانی        | برادران رحبانی        |             |
| تسعد فیها                     | ۱۹۶۷         | برادران رحبانی        | برادران رحبانی        |             |
| تعا ولا تجی                   | ۱۹۶۴         | برادران رحبانی        | برادران رحبانی        |             |
| تعال کفاک دلال                | ۱۹۵۲         | شفیق جدایل            | برادران رحبانی        |             |
| تک تک یام سلیمان              | ۱۹۶۷         | برادران رحبانی        | برادران رحبانی        |             |
| تلال الزراعین                 | ۱۹۶۱         | برادران رحبانی        | برادران رحبانی        |             |
| تلج تلج                       |              | برادران رحبانی        | برادران رحبانی        |             |
| تلفن عیاش                     | ۲۰۰۰         | زیاد رحبانی           | زیاد رحبانی           |             |
| تلک القری                     |              | برادران رحبانی        | برادران رحبانی        |             |
| تناثری                        | ۱۹۶۰         | میخائیل نعیمه         | برادران رحبانی        |             |
| تنذکر ما تنعاد                | ۲۰۰۱         | زیاد رحبانی           | زیاد رحبانی           |             |
| تونس                          |              | برادران رحبانی        | برادران رحبانی        |             |
| جاءت معذبتی                   | ۱۹۹۹         | لسان الدین ابن الخطیب | محمد محسن             |             |
| جادک الغیث                    | ۱۹۶۰         | لسان الدین بن الخطیب  | برادران رحبانی        |             |
| جای انا                       | ۱۹۶۳         | برادران رحبانی        | برادران رحبانی        |             |
| جایین عساحة سیلینا            | ۱۹۶۷         | برادران رحبانی        | برادران رحبانی        |             |
| جایبلی سلام                   | ۱۹۶۲         | فیلمون وهبه           | فیلمون وهبه           | بیاتی       |
| جبلیة النسمه                  | ۱۹۶۸         | برادران رحبانی        | برادران رحبانی        | بیاتی       |
| جسر العوده                    | ۱۹۵۷         | برادران رحبانی        | برادران رحبانی        |             |
| جفنه علم الغزال               | ۱۹۵۸         | برادران رحبانی        | برادران رحبانی        |             |
| جلنار                         | ۱۹۵۳         | میشال طراد            | برادران رحبانی        |             |
| جمیلة بوحیرد                  | ۱۹۶۲         |                       | برادران رحبانی        |             |
| جناتنا                        | ۱۹۵۱         | برادران رحبانی        | برادران رحبانی        |             |
| جینا لحلال القصص              | ۱۹۶۸         | برادران رحبانی        | برادران رحبانی        |             |
| حامل الهوی تعب                |              | أبو النواس            | برادران رحبانی        |             |
| حبذا یا غروب                  | ۱۹۵۱         | قبلان مکرزل           | برادران رحبانی        |             |
| حبک لیالی الهنا               | ۱۹۵۵         | برادران رحبانی        |                       |             |
| حبنی الیوم                    | ۱۹۵۳         | برادران رحبانی        | برادران رحبانی        |             |
| حبوا بعضاً                     | ۱۹۷۵         | برادران رحبانی        | زیاد رحبانی           | نهاوند      |
| حبیبی بده القمر               | ۱۹۶۷         | برادران رحبانی        | برادران رحبانی        | سه‌گاه       |
| حبیبی تری هل تعود             | ۱۹۵۵         | برادران رحبانی        | برادران رحبانی        |             |
| حبیبی قال انطرینی             | ۱۹۶۲         | برادران رحبانی        | برادران رحبانی        | نهاوند      |
| حبیتک بالصیف                  | ۱۹۷۰         | برادران رحبانی        | برادران رحبانی        | نهاوند      |
| حبیتک تنسیت النوم             | ۲۰۰۰         | جوزیف حرب             | زیاد رحبانی           |             |
| حبیتک والشوق انقال            | ۱۹۶۱         | برادران رحبانی        | برادران رحبانی        | نهاوند      |
| حبینا                         | ۱۹۵۵         | برادران رحبانی        | برادران رحبانی        |             |
| حراس المدینة                  | ۱۹۶۷         | برادران رحبانی        | برادران رحبانی        |             |
| حصاد ورماح                    | ۱۹۶۳         | برادران رحبانی        | برادران رحبانی        |             |
| حلو یا سهرنا                  | ۱۹۷۴         | برادران رحبانی        | برادران رحبانی        |             |
| حلوه یا بلدتنا                | ۱۹۵۵         | برادران رحبانی        | برادران رحبانی        |             |
| حمرا سطیحاتک                  |              | برادران رحبانی        | برادران رحبانی        |             |
| حملت بیروت                    | ۱۹۷۵         | برادران رحبانی        | برادران رحبانی        |             |
| حمی الحبیب                    | ۱۹۵۵         | برادران رحبانی        | برادران رحبانی        |             |
| حنا السکران                   | ۱۹۷۳         | برادران رحبانی        | الیاس رحبانی          | نهاوند      |
| حیدوا الحلوین                 | ۱۹۶۴         | برادران رحبانی        | برادران رحبانی        | بیاتی       |
| خالقه                         |              | بدوی الجبل            | برادران رحبانی        |             |
| خایف                          | ۱۹۶۱         | احمد عبد المجید       | محمد عبد الوهاب       |             |
| خبرونی یا أیها الرعاة         |              | برادران رحبانی        | برادران رحبانی        |             |
| خبطة قدمکن                    | ۱۹۶۶         | برادران رحبانی        | برادران رحبانی        | صبا         |
| خدنی علی تلاتها               |              | برادران رحبانی        | برادران رحبانی        |             |
| خذنی بعینک                    |              | سعید عقل              | برادران رحبانی        | کرد         |
| خذنی علی الارض                | ۱۹۷۴         | برادران رحبانی        | برادران رحبانی        |             |
| خذنی یا حبیبی                 | ۱۹۷۷         | برادران رحبانی        | برادران رحبانی        |             |
| خضرة یا زینتنا                | ۱۹۵۵         | برادران رحبانی        | برادران رحبانی        |             |
| خلیک بالبیت                   | ۱۹۸۳         | جوزیف حرب             | زیاد رحبانی           |             |
| دار الدوری عالدایر            | ۱۹۷۳         | برادران رحبانی        | برادران رحبانی        |             |
| دار السلام                    | ۱۹۶۰         | برادران رحبانی        | برادران رحبانی        |             |
| دارة الحبیب                   |              | برادران رحبانی        | برادران رحبانی        |             |
| دبکة لبنان                    | ۱۹۶۶         | برادران رحبانی        | برادران رحبانی        | بیاتی       |
| دجاجات الحب                   | ۱۹۵۵         | برادران رحبانی        | برادران رحبانی        |             |
| دخلک یاطیر الوروار            | ۱۹۷۹         | برادران رحبانی        | الیاس رحبانی          | عجم         |
| دخیلک یا امی                  | ۱۹۶۱         | برادران رحبانی        | برادران رحبانی        |             |
| درب الحبیب                    |              | برادران رحبانی        | برادران رحبانی        |             |
| درج اللوز                     | ۱۹۶۷         | برادران رحبانی        | برادران رحبانی        |             |
| درج الورد                     |              | برادران رحبانی        | برادران رحبانی        |             |
| دق الهوا عالباب               | ۱۹۶۱         | برادران رحبانی        | برادران رحبانی        |             |
| دقت علی صدری                  | ۱۹۶۷         | عبدالله غانم          | برادران رحبانی        | هزام        |
| دقوا المهابیج                 | ۱۹۷۲         | برادران رحبانی        | برادران رحبانی        |             |
| دقیت طل الورد                 | ۱۹۷۲         | برادران رحبانی        | برادران رحبانی        |             |
| دمر                           |              | برادران رحبانی        | برادران رحبانی        |             |
| دواره ع الدواره               | ۱۹۶۷         | برادران رحبانی        | برادران رحبانی        | بیاتی       |
| دیروا المیه                   | ۱۹۶۲         | برادران رحبانی        | برادران رحبانی        |             |
| ذا خیالی                      | ۱۹۵۳         | قبلان مکرزل           | برادران رحبانی        |             |
| ذاکر یا تری                   |              | برادران رحبانی        | برادران رحبانی        |             |
| ذبنا وما تبنا                 | ۱۹۹۶         | برادران رحبانی        | برادران رحبانی        |             |
| ذکری - ضاعوا منا              | ۱۹۵۹         | برادران رحبانی        | برادران رحبانی        |             |
| ذکری بردی                     |              | بشارة الخوری          | برادران رحبانی        |             |
| ذکریات الصباح                 |              | برادران رحبانی        | برادران رحبانی        |             |
| راجع بصوت البلابل             | ۱۹۶۶         | برادران رحبانی        | برادران رحبانی        |             |
| راجعه                         | ۱۹۵۵         | برادران رحبانی        | برادران رحبانی        |             |
| راجعون                        | ۱۹۵۷         | برادران رحبانی        | برادران رحبانی        |             |
| راجعین یا هوی                 | ۱۹۷۴         | برادران رحبانی        | برادران رحبانی        |             |
| راح ماضی الحب                 | ۱۹۵۲         | برادران رحبانی        | برادران رحبانی        |             |
| راح یطلع القمر                | ۱۹۷۱         | برادران رحبانی        | برادران رحبانی        |             |
| راحوا مثل الحلم               | ۱۹۶۱         | برادران رحبانی        | برادران رحبانی        |             |
| راضیة                         |              | برادران رحبانی        | برادران رحبانی        | سه‌گاه       |
| ربی سالتک                     |              | رشید معلوف            | برادران رحبانی        |             |
| رجعت الشتویه                  | ۱۹۷۳         | برادران رحبانی        | برادران رحبانی        | کرد         |
| رجعت العصفورة                 | ۱۹۷۴         | برادران رحبانی        | برادران رحبانی        |             |
| رجعت فی المساء                | ۱۹۵۷         | برادران رحبانی        | برادران رحبانی        |             |
| رجعت لیالی زمان               | ۱۹۷۲         | برادران رحبانی        | برادران رحبانی        |             |
| رح نبقی سوی                   | ۱۹۸۳         | زیاد رحبانی           | زیاد رحبانی           |             |
| رحیل                          | ۱۹۶۱         | برادران رحبانی        | برادران رحبانی        |             |
| ردنی إلی بلادی                | ۱۹۵۶         | سعید عقل              | برادران رحبانی        |             |
| ردی مندیلک                    |              | برادران رحبانی        | برادران رحبانی        |             |
| رزق الله ع العربیات           |              | برادران رحبانی        | برادران رحبانی        |             |
| روح زورهن ببیتهن              |              | جوزیف حرب             | برادران رحبانی        |             |
| روح یا بلبل                   |              | برادران رحبانی        | برادران رحبانی        |             |
| ریح السفر                     | ۱۹۶۹         | برادران رحبانی        | برادران رحبانی        |             |
| ریح الشمالی                   | ۱۹۹۹         | برادران رحبانی        | برادران رحبانی        |             |
| زار بسکون اللیل               | ۲۰۰۱         | برادران رحبانی        | برادران رحبانی        |             |
| زریاب                         | ۱۹۵۶         | برادران رحبانی        | برادران رحبانی        |             |
| زعلی طول                      | ۱۹۸۳         | جوزیف حرب             | زیاد رحبانی           |             |
| زغیری وما بتعرف               | ۱۹۷۷         | برادران رحبانی        | برادران رحبانی        |             |
| زنوبیا                        |              | برادران رحبانی        | برادران رحبانی        |             |
| زهرة البنفسج                  | ۱۹۶۰         | برادران رحبانی        | برادران رحبانی        |             |
| زهرة المدائن                  | ۱۹۵۶         | برادران رحبانی        | برادران رحبانی        | نهاوند      |
| زورونی کل سنه مره             |              | یونس القاضی           | سید درویش             | عجم         |
| زیارة الربیع                  | ۱۹۵۵         | برادران رحبانی        | برادران رحبانی        |             |
| زیارة الصباح                  | ۱۹۵۵         | برادران رحبانی        | برادران رحبانی        |             |
| زینت بیتی بیاسمین             |              | برادران رحبانی        | برادران رحبانی        |             |
| ساحة سیلینا                   | ۱۹۶۷         | برادران رحبانی        | برادران رحبانی        | بیاتی       |
| ساعدنی یا نبع الینابیع        | ۱۹۶۹         | برادران رحبانی        | برادران رحبانی        |             |
| سافرت القضیه                  | ۱۹۵۶         | برادران رحبانی        | برادران رحبانی        |             |
| سال الحلو                     | ۱۹۷۴         | برادران رحبانی        | برادران رحبانی        |             |
| سالتک حبیبی                   | ۱۹۷۵         | برادران رحبانی        | برادران رحبانی        | کرد         |
| سالونی الناس                  | ۱۹۷۳         | برادران رحبانی        | زیاد رحبانی           | بیاتی       |
| سانت فندریدی                  | ۱۹۹۷         | برادران رحبانی        | برادران رحبانی        |             |
| سائلینی یا شام                | ۱۹۶۰         | سعید عقل              | برادران رحبانی        | کرد         |
| سبحان الکلمه                  |              | برادران رحبانی        | برادران رحبانی        |             |
| ستی یا ستی                    | ۱۹۷۵         | برادران رحبانی        | برادران رحبانی        |             |
| سحرتنا البسمات                | ۱۹۹۴         | زکی ناصیف             | زکی ناصیف             | حجاز        |
| سعیدة یا شیخ المشایخ          |              | برادران رحبانی        | برادران رحبانی        |             |
| سعیدة یسعد مساکن              | ۱۹۶۳         | برادران رحبانی        | برادران رحبانی        |             |
| سکرو الشوارع                  | ۱۹۷۹         | برادران رحبانی        | برادران رحبانی        |             |
| سکن اللیل                     | ۱۹۶۷         | جبران خلیل جبران      | محمد عبد الوهاب       | کرد         |
| سلسلیها                       |              | قبلان مکرزل           | برادران رحبانی        |             |
| سلملی علیه                    | ۱۹۹۹         | زیاد رحبانی           | زیاد رحبانی           |             |
| سلمی                          | ۱۹۵۴         | برادران رحبانی        | برادران رحبانی        |             |
| سمرا یام عیون                 | ۱۹۶۰         | برادران رحبانی        | برادران رحبانی        | راست        |
| سمراء مها                     |              | برادران رحبانی        | برادران رحبانی        |             |
| سمعنا                         | ۱۹۶۰         | برادران رحبانی        | برادران رحبانی        |             |
| سنرجع یوما                    | ۱۹۵۶         | برادران رحبانی        | برادران رحبانی        | عجم         |
| سنه عن سنه                    | ۱۹۶۲         | برادران رحبانی        | برادران رحبانی        | بیاتی       |
| سهرتنا ع ادراج                |              | برادران رحبانی        | برادران رحبانی        |             |
| سهرنا سهرنا                   | ۱۹۷۳         | برادران رحبانی        | برادران رحبانی        |             |
| سوا ربینا                     | ۱۹۶۸         | برادران رحبانی        | برادران رحبانی        |             |
| سوریا                         |              | برادران رحبانی        | برادران رحبانی        |             |
| سوف احیا                      | ۱۹۵۵         | مرسی جمیل عزیز        | برادران رحبانی        |             |
| سید الهوی                     | ۱۹۹۹         | برادران رحبانی        | محمد محسن             |             |
| سیف المراجل حکم               | ۱۹۷۴         | برادران رحبانی        | برادران رحبانی        |             |
| سیف فالیشهر                   |              | سعید عقل              | برادران رحبانی        |             |
| شادی                          | ۱۹۷۰         | برادران رحبانی        | برادران رحبانی        |             |
| شاکر الکندرجی                 | ۱۹۷۱         | برادران رحبانی        | برادران رحبانی        |             |
| شال                           | ۱۹۶۴         | سعید عقل              | برادران رحبانی        |             |
| شالک رفرف                     | ۱۹۷۰         | برادران رحبانی        | برادران رحبانی        | نهاوند      |
| شام یاذا السیف                |              | سعید عقل              | برادران رحبانی        |             |
| شایف البحر                    | ۱۹۶۷         | برادران رحبانی        | برادران رحبانی        | عجم صول     |
| شتی یا دنیی                   | ۱۹۹۵         | برادران رحبانی        | برادران رحبانی        | حجاز        |
| شط اسکندریه                   | ۱۹۹۹         | برادران رحبانی        | برادران رحبانی        |             |
| شلحة الحریر                   | ۱۹۷۴         | برادران رحبانی        | برادران رحبانی        | نهاوند      |
| شمس الأطفال                   |              | برادران رحبانی        | برادران رحبانی        |             |
| شهرزاد                        | ۱۹۷۹         | برادران رحبانی        | برادران رحبانی        |             |
| شو بخاف                       | ۲۰۰۱         | زیاد رحبانی           | زیاد رحبانی           |             |
| شو بیبقی                      | ۱۹۷۲         | برادران رحبانی        | برادران رحبانی        |             |
| شو صار                        | ۱۹۵۶         | برادران رحبانی        | برادران رحبانی        |             |
| شو عبالنا                     |              | برادران رحبانی        | برادران رحبانی        |             |
| شو کان بدک                    | ۱۹۶۸         | برادران رحبانی        | برادران رحبانی        |             |
| شو هالأیام                    | ۲۰۰۰         | زیاد رحبانی           | زیاد رحبانی           |             |
| شو یا مناطورجیة               | ۱۹۷۱         | برادران رحبانی        | برادران رحبانی        |             |
| شوبحو لها وقولوا              |              | برادران رحبانی        | ترنیمة سریانیة        |             |
| شیخ المینا                    | ۱۹۶۶         | برادران رحبانی        | برادران رحبانی        |             |
| صار لازم ودعکن                | ۱۹۹۷         | زیاد رحبانی           | زیاد رحبانی           |             |
| صار لو زمان                   | ۱۹۶۰         | برادران رحبانی        | برادران رحبانی        |             |
| صباح ومسا                     | ۲۰۰۰         | زیاد رحبانی           | زیاد رحبانی           |             |
| صبحی الجیز                    | ۲۰۰۱         | زیاد رحبانی           | زیاد رحبانی           |             |
| صرخ یا ذیب                    | ۱۹۶۶         | برادران رحبانی        | برادران رحبانی        |             |
| صوت العید                     |              | برادران رحبانی        | برادران رحبانی        |             |
| صیف یا صیف                    | ۱۹۶۹         | برادران رحبانی        | فیلمون وهبی           | بیاتی حسینی |
| ضاق خلقی                      | ۱۹۹۹         | زیاد رحبانی           | زیاد رحبانی           |             |
| ضجت الأحلام                   | ۱۹۵۳         | برادران رحبانی        | برادران رحبانی        |             |
| ضحک اللوز                     | ۱۹۶۷         | برادران رحبانی        | برادران رحبانی        |             |
| ضفاف بردی                     |              | برادران رحبانی        | برادران رحبانی        |             |
| ضوا الهوی قنادیله             |              | برادران رحبانی        | برادران رحبانی        |             |
| ضوی یا هالقندیل               | ۱۹۶۳         | برادران رحبانی        | برادران رحبانی        |             |
| طالل علی بواب الحلا           | ۱۹۷۹         | برادران رحبانی        | برادران رحبانی        |             |
| طرق اورشلیم                   |              | برادران رحبانی        | برادران رحبانی        |             |
| طرقات السواحل                 | ۱۹۷۴         | برادران رحبانی        | برادران رحبانی        |             |
| طریق اللیلکی                  |              | برادران رحبانی        | برادران رحبانی        |             |
| طریق النحل                    | ۱۹۷۲         | برادران رحبانی        | برادران رحبانی        |             |
| طل القمر عالجبال              |              | برادران رحبانی        | برادران رحبانی        |             |
| طلع القمر                     | ۱۹۷۲         | برادران رحبانی        | برادران رحبانی        | بیاتی       |
| طلع المنادی                   | ۱۹۷۰         | برادران رحبانی        | برادران رحبانی        |             |
| طلعت یا محلا نورها            |              | سید درویش             | سید درویش             | عجم         |
| طلعلی البکی                   |              | جوزیف حرب             | فیلمون وهبه           |             |
| طیری یا طیاره                 | ۱۹۶۷         | برادران رحبانی        | فیلمون وهبه           |             |
| طیری یارفوف الدرج             | ۱۹۶۴         | برادران رحبانی        | برادران رحبانی        |             |
| ع اسمک غنیت                   | ۱۹۷۰         | برادران رحبانی        | برادران رحبانی        |             |
| ع الطاحونه شفتک               |              | برادران رحبانی        | فیلمون وهبه           | کرد ری      |
| ع الکرم انزلی                 | ۱۹۵۲         | برادران رحبانی        | برادران رحبانی        |             |
| ع اللومه                      | ۱۹۵۴         | برادران رحبانی        | تشارلی تشابلن         | نهاوند      |
| ع الهوی (موال)                | ۱۹۷۹         | برادران رحبانی        | برادران رحبانی        |             |
| ع سفح الوادی                  |              | برادران رحبانی        | برادران رحبانی        | بیاتی       |
| ع طریق حماک                   |              | برادران رحبانی        | ادوارد بیانکو         |             |
| ع هدیر البوسطه                | ۱۹۷۹         | زیاد رحبانی           | زیاد رحبانی           |             |
| عاتبة لینا                    |              | برادران رحبانی        | برادران رحبانی        |             |
| عابالی یا قمر                 | ۱۹۹۴         | زکی ناصیف             | زکی ناصیف             |             |
| عاد الهوی حیران               |              | برادران رحبانی        | برادران رحبانی        |             |
| عادت لیالی زمان               | ۱۹۵۷         | برادران رحبانی        | برادران رحبانی        |             |
| عادروب الهوی                  | ۱۹۹۴         | زکی ناصیف             | زکی ناصیف             |             |
| عاشق الورد                    | ۱۹۵۷         | محمد السباع           | حلیم الرومی           |             |
| عاشق صغیر                     |              | برادران رحبانی        | برادران رحبانی        |             |
| عالالا الحلوه                 | ۱۹۵۵         | برادران رحبانی        | فلکلور                |             |
| عالروزانا                     |              | برادران رحبانی        | برادران رحبانی        |             |
| عالزینو                       | ۱۹۵۵         | برادران رحبانی        | برادران رحبانی        | بیاتی       |
| عاللومة                       | ۱۹۵۴         | برادران رحبانی        | شارلی شابلن           |             |
| عالی الشمایل                  |              | برادران رحبانی        | برادران رحبانی        |             |
| عالیادی الیادی                | ۱۹۶۰         | برادران رحبانی        | برادران رحبانی        |             |
| عبر الحلو                     | ۱۹۵۵         | برادران رحبانی        | برادران رحبانی        |             |
| عبود ولیلی                    |              | برادران رحبانی        | برادران رحبانی        |             |
| عتاب                          | ۱۹۵۲         | برادران رحبانی        | برادران رحبانی        | بیاتی       |
| عتابا ومیجنا                  |              | برادران رحبانی        | برادران رحبانی        | راست        |
| عتم یا لیل                    | ۱۹۶۳         | برادران رحبانی        | برادران رحبانی        | بیاتی       |
| عدنا رأیناها                  | ۱۹۵۳         | برادران رحبانی        | برادران رحبانی        |             |
| عربة لمیا                     | ۲۰۰۱         | برادران رحبانی        | برادران رحبانی        |             |
| عروستنا الحلوه                | ۱۹۶۹         | برادران رحبانی        | برادران رحبانی        | عراق        |
| عصفورة الشجن                  |              | علی بدر الدین         | برادران رحبانی        | حجاز        |
| عللی عللی                     |              | برادران رحبانی        | برادران رحبانی        |             |
| علمونی                        | ۱۹۶۷         | برادران رحبانی        | برادران رحبانی        | کرد         |
| علوا ابواب الوسیعه            | ۱۹۶۶         | برادران رحبانی        | برادران رحبانی        | بیاتی       |
| علی البیر المهجور             | ۱۹۷۱         | برادران رحبانی        | برادران رحبانی        |             |
| علی جسر اللوزیه               |              | برادران رحبانی        | فیلمون وهبه           | راست        |
| علی درب الحب                  |              | برادران رحبانی        | برادران رحبانی        |             |
| علی دلعونا                    | ۱۹۶۲         | برادران رحبانی        | برادران رحبانی        | بیاتی       |
| علی ذری بلادی                 | ۱۹۵۵         | برادران رحبانی        | برادران رحبانی        |             |
| علی طول امشی                  |              | برادران رحبانی        | برادران رحبانی        |             |
| علی طول یا کرومی              | ۱۹۵۹         | برادران رحبانی        | برادران رحبانی        |             |
| علی مهلک                      | ۱۹۶۴         | برادران رحبانی        | برادران رحبانی        |             |
| علی مهلنا ع القمر             |              | برادران رحبانی        | برادران رحبانی        |             |
| علی طیر وعلی                  | ۱۹۶۹         | برادران رحبانی        | برادران رحبانی        | سه‌گاه       |
| علی علی طیر                   |              | برادران رحبانی        | برادران رحبانی        |             |
| عم بتضوی الشمس                |              | برادران رحبانی        | برادران رحبانی        |             |
| عم یلعبوا الولاد              |              | برادران رحبانی        | برادران رحبانی        |             |
| عمان فی القلب                 |              | سعید عقل              | برادران رحبانی        |             |
| عمان هذا الضحی                |              | سعید عقل              | برادران رحبانی        |             |
| عمانو موریو                   |              |                       | ترنیمة سریانیة        |             |
| عمر وهند                      |              | برادران رحبانی        | برادران رحبانی        |             |
| عن جبال فی الغیم              |              | برادران رحبانی        | برادران رحبانی        |             |
| عن حبک غنینا                  | ۱۹۵۸         | برادران رحبانی        | برادران رحبانی        |             |
| عنبیه                         | ۱۹۶۷         | برادران رحبانی        | برادران رحبانی        | سه‌گاه       |
| عند الانهار                   |              | برادران رحبانی        | ادوارد بیانکو         |             |
| عند حماها                     | ۱۹۵۶         | برادران رحبانی        | برادران رحبانی        |             |
| عندی ثقه فیک                  |              | زیاد رحبانی           | زیاد رحبانی           |             |
| عنفوان                        | ۱۹۵۲         | عمر أبو ریشه          | برادران رحبانی        |             |
| عودک رنان                     |              | زیاد رحبانی           | زیاد رحبانی           | بیاتی       |
| عید الدنیا                    |              | جوزیف حرب             | برادران رحبانی        |             |
| عین الرمان                    | ۱۹۵۵         | برادران رحبانی        | برادران رحبانی        |             |
| غالی الدهب                    |              | برادران رحبانی        | برادران رحبانی        |             |
| غرب الحسون                    | ۱۹۶۶         | برادران رحبانی        | برادران رحبانی        | بیاتی       |
| غرب یا هوی                    | ۱۹۶۲         | برادران رحبانی        | برادران رحبانی        |             |
| غرباء                         | ۱۹۵۴         | هارون هاشم رشید       | برادران رحبانی        |             |
| غمارنا                        |              | برادران رحبانی        | برادران رحبانی        |             |
| غمر الغدایر                   | ۱۹۶۴         | برادران رحبانی        | برادران رحبانی        |             |
| غنوا اللیالی                  |              | برادران رحبانی        | برادران رحبانی        | راست        |
| غیب یا قمر                    | ۱۹۵۳         | برادران رحبانی        | برادران رحبانی        |             |
| غیبی ولا تغیبی                |              | برادران رحبانی        | برادران رحبانی        |             |
| غیره                          |              | برادران رحبانی        | برادران رحبانی        |             |
| غیروا اهل الهوی               |              | برادران رحبانی        | برادران رحبانی        |             |
| فاتر الالحاظ                  |              | برادران رحبانی        | برادران رحبانی        | بیاتی       |
| فایق شو حکینا                 |              | برادران رحبانی        | برادران رحبانی        |             |
| فایق علی                      | ۱۹۶۳         | برادران رحبانی        | برادران رحبانی        | نهاوند      |
| فایق ولا ناسی                 | ۱۹۶۱         | برادران رحبانی        | برادران رحبانی        |             |
| فایق یا هوی                   | ۱۹۶۸         | برادران رحبانی        | فیلمون وهبه           | بیاتی       |
| فتحهن علی                     | ۱۹۹۹         | سعید عقل              | برادران رحبانی        |             |
| فوق الجبل غاد                 | ۱۹۵۷         | فوزی العمری           | برادران رحبانی        |             |
| فوق هاتیک الربی               | ۱۹۹۴         | زکی ناصیف             | برادران رحبانی        |             |
| فی المیلاد نسهر               |              | برادران رحبانی        | برادران رحبانی        |             |
| فی شی عم بیصیر                |              | زیاد الرحبانی         | زیاد الرحبانی         |             |
| فی قهوه عالمفرق               | ۱۹۷۴         | برادران رحبانی        | برادران رحبانی        |             |
| فی معنا بندوره                | ۱۹۶۸         | برادران رحبانی        | برادران رحبانی        |             |
| فی مقلتیک حنین                |              | برادران رحبانی        | برادران رحبانی        |             |
| فیکن تنسو                     |              | جوزیف حرب             | زیاد رحبانی           |             |
| قال الورد                     |              | برادران رحبانی        | برادران رحبانی        |             |
| قال قایل                      | ۲۰۱۰         | زیاد الرحبانی         | زیاد الرحبانی         |             |
| قال یابیتا لنا                | ۱۹۹۹         | برادران رحبانی        | برادران رحبانی        |             |
| قالتلی المرایه                | ۱۹۶۷         | برادران رحبانی        | برادران رحبانی        |             |
| قالوا العدا                   | ۱۹۶۴         | برادران رحبانی        | برادران رحبانی        | بیاتی       |
| قدیش کان فی ناس               |              | برادران رحبانی        | زیاد رحبانی           | عجم         |
| قرات مجدک                     |              | سعید عقل              | برادران رحبانی        |             |
| قصة الورد                     | ۱۹۵۷         | برادران رحبانی        | برادران رحبانی        |             |
| قصة صغیره کتیر                | ۲۰۱۰         | زیاد الرحبانی         | زیاد الرحبانی         |             |
| قصقص ورق                      | ۱۹۷۲         | برادران رحبانی        | برادران رحبانی        |             |
| قصیدة الإمارات                |              | برادران رحبانی        | برادران رحبانی        |             |
| قصیدة لبنان                   |              | سعید عقل              | برادران رحبانی        |             |
| قلبی علیک                     | ۱۹۶۰         | برادران رحبانی        | برادران رحبانی        |             |
| قلتلک شی                      | ۱۹۶۳         | برادران رحبانی        | برادران رحبانی        |             |
| قمر السماء                    |              | برادران رحبانی        | کافیلا فارغاس         |             |
| قمر السهرات                   |              | برادران رحبانی        | برادران رحبانی        |             |
| قمره                          | ۱۹۶۷         | برادران رحبانی        | برادران رحبانی        |             |
| قولی احبک لا تملی             | ۱۹۵۵         | سلیم حیدر             | خالد أبو النصر الیافی |             |
| قولی حلو هالفسطان             |              | برادران رحبانی        | برادران رحبانی        |             |
| قولی یا نسوم                  | ۱۹۷۲         | برادران رحبانی        | برادران رحبانی        |             |
| قوی حبیبی                     | ۱۹۵۴         | برادران رحبانی        | برادران رحبانی        |             |
| کامل الأجیال                  |              | برادران رحبانی        | برادران رحبانی        | چهارگاه     |
| کان عنا طاحونه                | ۱۹۷۴         | برادران رحبانی        | الیاس رحبانی          | نهاوند      |
| کان یاما کان                  |              | برادران رحبانی        | برادران رحبانی        |             |
| کانوا یا حبیبی                | ۱۹۷۴         | برادران رحبانی        | لییف کنیبر            |             |
| کبیره المزحةهای               | ۲۰۱۰         | زیاد الرحبانی         | زیاد الرحبانی         |             |
| کتبت الیک                     | ۱۹۹۹         | برادران رحبانی        | برادران رحبانی        |             |
| کتبنا وما کاتبنا              |              | برادران رحبانی        | فیلمون وهبه           |             |
| کرم زغیر                      |              | برادران رحبانی        | برادران رحبانی        |             |
| کرمالک                        | ۱۹۹۹         | برادران رحبانی        | برادران رحبانی        |             |
| کل ما الحکی                   | ۲۰۱۰         | زیاد الرحبانی         | زیاد الرحبانی         |             |
| کل ما بروح للوادی             | ۱۹۵۶         | برادران رحبانی        | برادران رحبانی        |             |
| کم بنفسجة                     | ۱۹۶۱         | میشال طراد            | برادران رحبانی        |             |
| کنا نتلاقی                    | ۱۹۷۵         | برادران رحبانی        | برادران رحبانی        | نهاوند      |
| کنا نزین شجرة صغیرة           |              | جوزیف حرب             | برادران رحبانی        |             |
| کیف الاحوال یااسمر            |              | برادران رحبانی        | برادران رحبانی        |             |
| کیف انسی                      | ۱۹۷۴         | برادران رحبانی        | برادران رحبانی        |             |
| کیف حال الضیعه                |              | برادران رحبانی        | برادران رحبانی        |             |
| کیف حالک خبرنا                |              | برادران رحبانی        | برادران رحبانی        |             |
| کیف حالک یاجار                | ۱۹۹۶         | برادران رحبانی        | برادران رحبانی        |             |
| کیفک انت                      |              | زیاد رحبانی           | زیاد رحبانی           |             |
| کیفک کیف حالک                 |              | برادران رحبانی        | برادران رحبانی        |             |
| لا انت حبیبی                  |              | برادران رحبانی        | برادران رحبانی        |             |
| لا تجی الیوم                  | ۱۹۷۲         | برادران رحبانی        | برادران رحبانی        |             |
| لا تسألونی                    |              | نزار قبانی            | برادران رحبانی        |             |
| لا تعتب علیی                  | ۱۹۶۴         | برادران رحبانی        | برادران رحبانی        |             |
| لا تنسنی عاد الربیع           | ۱۹۵۸         | برادران رحبانی        | برادران رحبانی        |             |
| لا تنسنی یکفیک ماعذبتنی       | ۱۹۵۶         | برادران رحبانی        | برادران رحبانی        |             |
| لا تنوحی                      | ۱۹۹۷         |                       |                       |             |
| لا والله                      | ۲۰۰۱         | زیاد رحبانی           | زیاد رحبانی           |             |
| لا یدوم اغترابی               |              | برادران رحبانی        | برادران رحبانی        |             |
| لاعب الریشة                   |              | سعید عقل              | برادران رحبانی        | نهاوند      |
| لالا انا اسمی هاله            | ۱۹۶۷         | برادران رحبانی        | برادران رحبانی        |             |
| لبنان الاخضر                  | ۱۹۷۴         | برادران رحبانی        | برادران رحبانی        |             |
| لبنان یا اخضر حلو             |              | برادران رحبانی        | برادران رحبانی        | عجم         |
| لبیروت                        | ۱۹۸۳         | جوزیف حرب             | عالمی                 |             |
| لشو الحکی                     | ۱۹۷۰         | برادران رحبانی        | برادران رحبانی        | حجاز        |
| لعب الهوی فینا                |              | برادران رحبانی        | برادران رحبانی        |             |
| لما البدر الحلو               | ۱۹۵۴         | برادران رحبانی        | نتالینو اوتو          |             |
| لما ع الباب                   |              | جوزیف حرب             | فیلمون وهبه           | بیاتی       |
| لملمت ذکری لقاء الأمس         |              | علی بدرالدین          | الأخوین الرحبانی      |             |
| لمین الهدیه                   |              | سعید عقل              | برادران رحبانی        |             |
| له یا شکری                    | ۱۹۶۶         | برادران رحبانی        | برادران رحبانی        |             |
| لو تعلمین                     | ۱۹۹۹         | جمیل بثینه            | محمد محسن             |             |
| لو فینا ننقی                  |              | برادران رحبانی        | فیلمون وهبه           |             |
| لوح مندیلک                    | ۱۹۹۸         | منصور رحبانی          | فلکلور                |             |
| لونی الدنیا                   | ۱۹۵۵         | برادران رحبانی        | برادران رحبانی        |             |
| لوین رایحین (أیام صعبة)       | ۱۹۶۱         | برادران رحبانی        | برادران رحبانی        |             |
| لی هواک                       | ۱۹۵۲         | برادران رحبانی        | تشارلی تشابلن         |             |
| لیالی الشمال                  | ۱۹۷۳         | برادران رحبانی        | برادران رحبانی        | کرد         |
| لیسمعنا حدا                   | ۱۹۷۷         | برادران رحبانی        | برادران رحبانی        |             |
| لیل واوضه منسیه               | ۱۹۹۷         | برادران رحبانی        | الیاس رحبانی          |             |
| لیلة عید                      |              | برادران رحبانی        | برادران رحبانی        |             |
| لیلیه بترجع یالیل             | ۱۹۷۰         | برادران رحبانی        | فیلمون وهبه           | راست        |
| لینا ویا لینا                 | ۱۹۷۹         | برادران رحبانی        | مندلسون               |             |
| ما احلا الرجعه                | ۱۹۹۹         | برادران رحبانی        | برادران رحبانی        |             |
| ما احلاه                      |              | برادران رحبانی        | برادران رحبانی        |             |
| ما بزعلو                      |              | برادران رحبانی        | برادران رحبانی        |             |
| ما شاورت حالی                 | ۲۰۱۰         | زیاد الرحبانی         | زیاد الرحبانی         |             |
| ما عاد یذکرنا                 | ۱۹۵۶         | برادران رحبانی        | برادران رحبانی        |             |
| ما فی حدا                     |              | برادران رحبانی        | برادران رحبانی        |             |
| ما نام                        | ۱۹۷۷         | برادران رحبانی        | برادران رحبانی        | سه‌گاه       |
| ماریا                         | ۱۹۵۴         | برادران رحبانی        | برادران رحبانی        | حجاز        |
| مبارک یا رب                   |              | برادران رحبانی        | برادران رحبانی        | بیاتی       |
| مر بی                         | ۱۹۶۸         | سعید عقل              | محمد عبد الوهاب       | نهاوند      |
| مر علی روضنا                  | ۱۹۵۵         | برادران رحبانی        | برادران رحبانی        |             |
| مراکبنا ع المینا              | ۱۹۶۶         | برادران رحبانی        | برادران رحبانی        | چهارگاه     |
| مرحبا                         | ۲۰۰۱         | برادران رحبانی        | برادران رحبانی        |             |
| مرفرف الدلال                  | ۱۹۵۵         | برادران رحبانی        | نات کینغ کول          |             |
| مرق السفر                     | ۱۹۷۳         | برادران رحبانی        | برادران رحبانی        |             |
| مروج السندس                   | ۱۹۵۷         | برادران رحبانی        | برادران رحبانی        |             |
| مسیتکم بالخیر                 | ۱۹۷۲         | برادران رحبانی        | برادران رحبانی        | بیاتی       |
| مش فارقه معای                 |              |                       |                       |             |
| مش کاین هیک تکون              | ۱۹۹۹         | زیاد رحبانی           | زیاد رحبانی           | حجاز        |
| مش کل یوم تمر                 | ۱۹۵۳         | برادران رحبانی        | برادران رحبانی        | نهاوند      |
| مشوار                         |              | برادران رحبانی        | برادران رحبانی        |             |
| مصر عادت                      | ۱۹۷۶         | برادران رحبانی        | برادران رحبانی        |             |
| مضویه                         | ۱۹۶۱         | برادران رحبانی        | برادران رحبانی        |             |
| مطرح ما النسمات               |              | برادران رحبانی        | برادران رحبانی        |             |
| معا هنا                       |              | برادران رحبانی        | برادران رحبانی        |             |
| معافی یاعسکر لبنان            | ۱۹۷۴         | برادران رحبانی        | برادران رحبانی        | حجاز        |
| معرفتی فیک                    | ۱۹۸۳         | زیاد رحبانی           | زیاد رحبانی           |             |
| معک یا حبیبی                  | ۱۹۹۸         | برادران رحبانی        | الیاس رحبانی          |             |
| معلیش یا قلبی                 | ۱۹۵۵         | برادران رحبانی        | برادران رحبانی        |             |
| معنا هو الله                  | ۱۹۹۷         | برادران رحبانی        | برادران رحبانی        |             |
| مغرور قلبی                    | ۱۹۹۹         | برادران رحبانی        | برادران رحبانی        |             |
| ملعب الأحلام                  | ۱۹۶۱         | برادران رحبانی        | برادران رحبانی        |             |
| مملکتی                        | ۱۹۷۷         | برادران رحبانی        | برادران رحبانی        |             |
| من تحت هالارزه                |              | برادران رحبانی        | برادران رحبانی        |             |
| من روابینا القمر              | ۱۹۹۹         | سعید عقل              | برادران رحبانی        |             |
| من عز النوم                   |              | برادران رحبانی        | فیلمون وهبه           | راست        |
| من غیرنا فی اللیالی           |              | برادران رحبانی        | ادواردو بیانکو        |             |
| من کل قلبی بساعدک             | ۱۹۵۵         | برادران رحبانی        | برادران رحبانی        |             |
| من هنا حبنا مر                |              | برادران رحبانی        | ادوارد بیانکو         |             |
| من هون - یاقلبی طیر           | ۱۹۵۱         | برادران رحبانی        |                       |             |
| من یاتری مخبری                |              | برادران رحبانی        | برادران رحبانی        |             |
| من یوم تغربنا                 | ۱۹۹۴         | برادران رحبانی        | زکی ناصیف             |             |
| موطن القمر                    |              | برادران رحبانی        | برادران رحبانی        | عجم         |
| موطن المجد                    |              | برادران رحبانی        | برادران رحبانی        |             |
| می هل ترقصین                  | ۱۹۵۵         | برادران رحبانی        | برادران رحبانی        |             |
| میج یابو المیج                |              | برادران رحبانی        | برادران رحبانی        |             |
| میدلی                         |              | برادران رحبانی        | برادران رحبانی        |             |
| میری کریسماس                  |              | برادران رحبانی        | برادران رحبانی        |             |
| میسلون                        | ۱۹۵۳         | الأخوان فلیفل         | برادران رحبانی        |             |
| میلی بخصرک                    | ۱۹۷۲         | برادران رحبانی        | برادران رحبانی        |             |
| میلی یا غصون                  |              | برادران رحبانی        | برادران رحبانی        |             |
| مین                           |              | برادران رحبانی        | برادران رحبانی        |             |
| مین دلک                       |              | اسعد سابا             | برادران رحبانی        |             |
| نام ولا تنام                  | ۱۹۷۱         | برادران رحبانی        | برادران رحبانی        |             |
| نام یا والینا نام             | ۱۹۷۱         | برادران رحبانی        | برادران رحبانی        |             |
| نجمة العید                    |              | برادران رحبانی        | برادران رحبانی        |             |
| نحن سر فی اللیالی             |              | صلاح الدین اللبابیدی  | سلیم الحلو            |             |
| نحنا الهوی جرحنا              |              | برادران رحبانی        | برادران رحبانی        |             |
| نحنا والقمر جیران             | ۱۹۹۵         | برادران رحبانی        | برادران رحبانی        | نهاوند      |
| نحنا وذیاب الغابات            | ۱۹۹۶         | برادران رحبانی        | برادران رحبانی        |             |
| ندی                           | ۱۹۵۴         | بشارة الخوری          | برادران رحبانی        |             |
| نسم علینا الهوی               | ۱۹۶۷         | برادران رحبانی        | برادران رحبانی        |             |
| نسمت                          |              | سعید عقل              | برادران رحبانی        |             |
| نسهر ومنسهر                   |              | برادران رحبانی        | برادران رحبانی        |             |
| نسیتنا الکروم                 | ۱۹۵۸         | برادران رحبانی        | برادران رحبانی        |             |
| نشید المقاومه                 | ۲۰۰۰         | زیاد رحبانی           | زیاد رحبانی           |             |
| نطرونا - موقف دارینا          | ۱۹۷۴         | برادران رحبانی        | زیاد رحبانی           | کرد         |
| نفنافه                        | ۱۹۷۲         | برادران رحبانی        | برادران رحبانی        |             |
| نوار یاحلم الصباح             | ۱۹۵۵         | بولس سلامه            | برادران رحبانی        |             |
| نوره والتنوره                 | ۱۹۵۴         | برادران رحبانی        | برادران رحبانی        |             |
| ها اننی فی یدیک               |              | برادران رحبانی        | برادران رحبانی        |             |
| هات انغامک                    | ۱۹۵۵         | برادران رحبانی        | برادران رحبانی        |             |
| هالسیاره مش عم تمشی           | ۱۹۷۵         | برادران رحبانی        | برادران رحبانی        | عجم         |
| هالله یاتراب عنطوره           |              | برادران رحبانی        | برادران رحبانی        | بیاتی       |
| هب الهوی                      | ۱۹۷۱         | برادران رحبانی        | برادران رحبانی        |             |
| هل جئت کی تلقانا              | ۱۹۵۵         | برادران رحبانی        | برادران رحبانی        |             |
| هلا لا لیا                    | ۱۹۹۶         | برادران رحبانی        | برادران رحبانی        |             |
| هلی ع الریح                   | ۱۹۷۴         | برادران رحبانی        | برادران رحبانی        |             |
| هونیک فی سجره                 | ۱۹۶۳         | برادران رحبانی        | برادران رحبانی        |             |
| هویدلک                        |              | برادران رحبانی        | برادران رحبانی        | کرد         |
| هیک مشق الزعروره              | ۱۹۹۶         | برادران رحبانی        | برادران رحبانی        |             |
| هیلا یا واسع                  | ۱۹۷۲         | برادران رحبانی        | برادران رحبانی        | کرد         |
| وا حبیبی                      |              | برادران رحبانی        | برادران رحبانی        |             |
| وحدهن بیبقو                   |              | طلال حیدر             | زیاد رحبانی           |             |
| وداد                          | ۱۹۵۴         | بشارة الخوری          | برادران رحبانی        |             |
| ورد الشبابیک                  |              | برادران رحبانی        | برادران رحبانی        |             |
| ورق التین                     |              | برادران رحبانی        | برادران رحبانی        |             |
| ورقو الاصفر                   |              | جوزیف حرب             | فیلمون وهبه           |             |
| وشایه                         | ۱۹۵۶         | نزار قبانی            | برادران رحبانی        |             |
| وطن النجوم                    |              | ایلیا أبو ماضی        | خالد أبو النصر الیافی |             |
| وطنی                          | ۱۹۶۹         | برادران رحبانی        | برادران رحبانی        |             |
| وطی الدوار                    | ۱۹۶۳         | برادران رحبانی        | برادران رحبانی        |             |
| وعدی الک                      | ۱۹۶۶         | برادران رحبانی        | برادران رحبانی        |             |
| وفد وفد                       | ۱۹۷۰         | برادران رحبانی        | برادران رحبانی        |             |
| وقف یا اسمر                   | ۱۹۵۵         | برادران رحبانی        | برادران رحبانی        | بیاتی       |
| ولی فؤاد                      | ۱۹۹۹         | أبو العتاهیه          | محمد محسن             |             |
| وینهن                         | ۱۹۷۲         | برادران رحبانی        | برادران رحبانی        | حجاز        |
| یا اسمر شو خلاک               |              | برادران رحبانی        | برادران رحبانی        |             |
| یا اکف الخیرین                |              | برادران رحبانی        | برادران رحبانی        |             |
| یا انا                        | ۱۹۷۲         | برادران رحبانی        | موتسارت               |             |
| یا اهل الدار                  | ۱۹۶۷         | برادران رحبانی        | برادران رحبانی        | راست        |
| یا ایها الشادی المغرد         | ۱۹۵۵         | سلیم حیدر             | خالد أبو النصر الیافی |             |
| یا بنت جارتنا                 | ۱۹۵۳         | برادران رحبانی        | برادران رحبانی        | بیاتی       |
| یا بنی أمی                    | ۱۹۹۴         | جبران خلیل جبران      | زکی ناصیف             |             |
| یا تری نسینا                  | ۱۹۶۰         | برادران رحبانی        | برادران رحبانی        |             |
| یا جارة الوادی                | ۱۹۶۱         | احمد شوقی             | محمد عبد الوهاب       |             |
| یا جبل الشیخ                  |              | سعید عقل              | زیاد رحبانی           |             |
| یا جسرا خشبیا                 | ۱۹۵۷         | برادران رحبانی        | برادران رحبانی        |             |
| یا حبیبی کلما هب الهوی        |              | برادران رحبانی        | برادران رحبانی        | نهاوند      |
| یا حجل صنین                   | ۱۹۶۴         | برادران رحبانی        | برادران رحبانی        |             |
| یا حریه                       | ۱۹۷۲         | برادران رحبانی        | برادران رحبانی        |             |
| یا حلو شو بخاف                |              | برادران رحبانی        | برادران رحبانی        |             |
| یا حلوه                       | ۱۹۵۵         | برادران رحبانی        | برادران رحبانی        |             |
| یا حمام یا مروح               | ۱۹۵۱         | فتحی قوره             | حلیم الرومی           |             |
| یا حنایا بیتنا                | ۱۹۵۴         | برادران رحبانی        | برادران رحبانی        |             |
| یا حنینه - قالولی کن          | ۱۹۶۰         | میشال طراد            | منیر بشیر             | بیاتی       |
| یا دار بتلوح                  | ۲۰۰۱         | برادران رحبانی        | برادران رحبانی        |             |
| یا دارة العلالی               | ۱۹۶۹         | برادران رحبانی        | برادران رحبانی        |             |
| یا داره دوری فینا             | ۱۹۷۳         | برادران رحبانی        | فیلمون وهبه           | راست        |
| یا راعی القصب                 |              | طلال حیدر             | فیلمون وهبه           |             |
| یا ربع                        |              | برادران رحبانی        | برادران رحبانی        |             |
| یا ربعنا                      | ۱۹۶۰         | برادران رحبانی        | برادران رحبانی        |             |
| یا ربوع بلادی                 | ۱۹۶۰         | برادران رحبانی        | برادران رحبانی        |             |
| یا ربی                        | ۱۹۶۱         | بشارة الخوری          | برادران رحبانی        | عجم         |
| یا رعیان الجبال               | ۱۹۶۹         | برادران رحبانی        | برادران رحبانی        |             |
| یا ریت انت وانا بالییت        | ۱۹۶۳         | برادران رحبانی        | برادران رحبانی        |             |
| یا ریت منن                    | ۱۹۸۰         | جوزیف حرب             | فیلمون وهبع           |             |
| یا رئیس البلدیه               | ۱۹۷۳         | برادران رحبانی        | برادران رحبانی        | کرد         |
| یا زائری                      | ۱۹۹۹         | برادران رحبانی        | برادران رحبانی        |             |
| یا زنبق                       | ۱۹۵۵         | برادران رحبانی        | برادران رحبانی        | عجم         |
| یا زهرة الجنوب                | ۱۹۷۷         | برادران رحبانی        | برادران رحبانی        |             |
| یا ساحر العینین               | ۱۹۵۴         | برادران رحبانی        | برادران رحبانی        | عجم         |
| یا سمیره یا امیره             | ۱۹۵۴         | برادران رحبانی        | برادران رحبانی        |             |
| یا شادی الالحان               |              | فلکلور                | سید درویش             | راست        |
| یا شاطئ الاغانی               |              | برادران رحبانی        | فرانک سیناترا         |             |
| یا شام عاد الصیف              | ۱۹۷۶         | سعید عقل              | برادران رحبانی        |             |
| یا شاویش الکراکون             | ۱۹۷۰         | برادران رحبانی        | برادران رحبانی        |             |
| یا شعبی                       |              | برادران رحبانی        | برادران رحبانی        |             |
| یا شقیق الروح                 | ۱۹۷۲         | بن سناء الملک         | برادران رحبانی        |             |
| یا شواطئ الانهار              |              | برادران رحبانی        | برادران رحبانی        |             |
| یا طیر                        | ۱۹۶۷         | برادران رحبانی        | برادران رحبانی        |             |
| یا طیره طیری                  |              |                       | أبو خلیل القبانی      | راست        |
| یا عازف الرمبه                | ۱۹۵۶         | برادران رحبانی        | برادران رحبانی        |             |
| یا عاقد الحاجبین              | ۱۹۶۷         | بشارة الخوری          | سلیم الحلو            |             |
| یا عود                        | ۱۹۶۰         | برادران رحبانی        | برادران رحبانی        |             |
| یا غربه                       | ۱۹۶۹         | برادران رحبانی        | برادران رحبانی        |             |
| یا غصن نقاه                   |              | شعر قدیم              |                       |             |
| یا غنیه غنیناها               |              | برادران رحبانی        | برادران رحبانی        |             |
| یا غیم الصیف                  | ۱۹۷۰         | برادران رحبانی        | برادران رحبانی        |             |
| یا قمر انا ویاک               |              | برادران رحبانی        | برادران رحبانی        |             |
| یا کرم العلالی                | ۱۹۶۳         | برادران رحبانی        | فیلمون وهبه           | بیاتی       |
| یا لور حبک                    | ۱۹۷۵         | برادران رحبانی        | باکو دی لوشیا         | حجاز        |
| یا لیل الصب                   | ۱۹۶۵         | الحصری القیروانی      | توفیق الباشا          | حجاز        |
| یا لیل بلادی                  |              | برادران رحبانی        | برادران رحبانی        |             |
| یا مال الشام                  |              | عمر الحلبی            | ابوخلیل القبانی       | راست        |
| یا مایله ع الغصون             | ۱۹۹۶         | برادران رحبانی        | برادران رحبانی        |             |
| یا مختار المخاتیر             | ۱۹۷۵         | برادران رحبانی        | برادران رحبانی        |             |
| یا مرسال المراسیل             | ۱۹۶۴         | برادران رحبانی        | فیلمون وهبه           | بیاتی       |
| یا مروج بلادی                 |              | برادران رحبانی        | برادران رحبانی        |             |
| یا مریع الحب                  | ۱۹۵۵         | برادران رحبانی        | برادران رحبانی        |             |
| یا مریم                       | ۲۰۰۱         | زیاد رحبانی           | زیاد رحبانی           |             |
| یا مغزال                      | ۱۹۶۶         | برادران رحبانی        | برادران رحبانی        |             |
| یا ملکنا                      | ۱۹۷۲         | برادران رحبانی        | برادران رحبانی        |             |
| یا من تغنی                    | ۱۹۵۵         | برادران رحبانی        | برادران رحبانی        |             |
| یا من یحن                     |              |                       | برادران رحبانی        |             |
| یا میة مسا                    |              | برادران رحبانی        | برادران رحبانی        | بیاتی       |
| یا مینا الحبایب               |              | برادران رحبانی        | برادران رحبانی        | عجم         |
| یا ناطور القمریه              | ۱۹۶۴         | برادران رحبانی        | برادران رحبانی        |             |
| یا نسیم الدجی                 | ۱۹۶۱         | بشارة الخوری          | برادران رحبانی        |             |
| یا هالناس یا أهلی             | ۱۹۶۹         | برادران رحبانی        | برادران رحبانی        |             |
| یا هلا یا حبیبی               |              | برادران رحبانی        | برادران رحبانی        |             |
| یا هموم الحب                  |              | برادران رحبانی        | برادران رحبانی        | هزام        |
| یا ویلک بکرا                  | ۱۹۵۱         | مارون نصر             | نقولا المنی           |             |
| یا یسوع الحیاة نعظمک          |              | برادران رحبانی        | برادران رحبانی        | بیاتی       |
| یابا لا لا                    | ۱۹۵۵         | برادران رحبانی        | برادران رحبانی        | لامی        |
| یابایع قلبک بالمال            |              |                       | نقولا المنی           |             |
| یاحلو یاقمر                   | ۱۹۹۶         | برادران رحبانی        | برادران رحبانی        |             |
| یارا                          | ۱۹۶۴         | سعید عقل              | برادران رحبانی        |             |
| یارایح ع کفر                  | ۱۹۷۰         | برادران رحبانی        | برادران رحبانی        | کرد         |
| یاعید ما احلاک                |              | برادران رحبانی        | برادران رحبانی        |             |
| یاغزیل یابو الهیبه            | ۱۹۹۶         | برادران رحبانی        | برادران رحبانی        |             |
| یاقلبی لا تتعب                |              | برادران رحبانی        | برادران رحبانی        | بیاتی       |
| یاقمر علی دارتنا              | ۱۹۹۷         | برادران رحبانی        | برادران رحبانی        |             |
| یاقمر لشو تطلع                | ۱۹۷۱         | برادران رحبانی        | برادران رحبانی        |             |
| یاقونه شعبیه                  |              | جوزیف حرب             | فیلمون وهبه           |             |
| یالله تنام ریما               | ۱۹۶۷         | برادران رحبانی        | برادران رحبانی        | بیاتی       |
| یامحلا لیالی الهوی            | ۱۹۶۳         | برادران رحبانی        | برادران رحبانی        | بیاتی       |
| یامرکب الریح (موال)           | ۱۹۷۲         | برادران رحبانی        | برادران رحبانی        |             |
| یامن تقطن جناتنا              | ۱۹۵۴         | برادران رحبانی        | برادران رحبانی        | عجم         |
| یاولف شو باقی                 |              | برادران رحبانی        | برادران رحبانی        |             |
| یبکی ویضحک                    | ۱۹۹۹         | بشارة الخوری          | برادران رحبانی        |             |
| یدور الدوری                   | ۱۹۶۷         | برادران رحبانی        | برادران رحبانی        | سه‌گاه       |
| یرید زهره                     | ۱۹۵۵         | برادران رحبانی        | برادران رحبانی        |             |
| یسعد صباحک یاحلو              | ۲۰۰۱         | برادران رحبانی        | برادران رحبانی        |             |
| یلا نلم زهور                  | ۱۹۵۶         | برادران رحبانی        | برادران رحبانی        |             |
| یلبقلک شک الالماس             |              | برادران رحبانی        |                       | هزام        |
| یما الحلو                     |              | برادران رحبانی        | برادران رحبانی        | بیاتی       |
| یولا                          | ۱۹۵۴         | برادران رحبانی        | برادران رحبانی        |             |
| یوم ویومین و جمعة             |              | برادران رحبانی        | برادران رحبانی        |             |